# Anna Monner
Anna Monner (o també Agna Monner o Munné) (Palma, Mallorca, 1850 - Barcelona, 2 d'abril de 1914) va ser una actriu de teatre.

## Biografia
La vida d'Anna Monner va estar sempre vinculada al món del teatre. Era filla de l'actor Agustí Monner i d'Anna Bassas i Dulachs (+1888); va néixer a Palma, quan els seus pares estaven de gira amb la companyia de Manuel Catalina, i es va casar amb el també actor Enric Antiga.
Començà a actuar quan era una noieta de dotze anys al Teatre Tirso de Barcelona fent els papers de dama jove. El 1865 estrenà al Teatre Principal Tal faràs, tal trobaràs, d'Eduard Vidal i de Valenciano, i la temporada 1871-1872 treballà a l'Odeon, també de la ciutat comtal. Durant diversos anys aparegué a les llistes d'actors de la companyia «de vers» que actuava al Gran Teatre del Liceu, dirigida per Gervasi Roca; a la dècada de 1880 fou contractada per la companyia d'Antoni Tutau i Carlota de Mena per treballar al Teatre Novetats, i uns anys més tard passà al Tívoli quan els Tutau-Mena també ho fern.
A finals de 1888 entrà a formar part del quadre d'actors del Teatre Romea i fou contractada per fer els papers de dama característica. Allí inaugurava la temporada 88-89 amb La bruixa, de Frederic Soler, Pitarra, compartint cartell amb les populars actrius Mercè Abella i Caterina Fontova. En aquest teatre estrenà, entre d'altres, diverses obres de Pitarra i Àngel Guimerà, com Tenorios! (1894) o La festa del blat (1896). El pas al teatre en català la impressionàː «Va semblar-me un art nou. Les obres no’m costaven tant de fer, però m’emocionaven més…»
La temporada de 1897-98 tota la companyia passà al Teatre Principal, on estrenà l'obra del pintor i dramaturg Modest Urgell Lluny dels ulls, prop del cor. En les temporades següents, de nou al Romea, es va posar en escena el drama d'Àngel Guimerà Mossèn Janot, Àngela, de Josep Nogué i Roca, Fum de palla, d'Artur Carreras, o La mel, de Manuel Rovira i Serra. A partir de 1899 s'incorporà a la Companyia d'Enric Borràs, amb seu al mateix teatre, amb la qual estrenà obres de Pous i Pagès, Rusiñol, Ignasi Iglesias, Jaume Brossa o Àngel Guimerà.
El 1903 va contraure una paràlisi i es va veure obligada a abandonar l'escena. Morí a casa, el 1914.

## Trajectòria professional
- 1889, 28 de novembre. El monjo negre de Frederic Soler. Estrenada al teatre Romea de Barcelona (en el paper de Marta)
- 1892, 21 d'abril. El paper de La Comtessa d'Arlès (80 anys) a l'obra Barba-roja de Frederic Soler. Estrenada al teatre Romea de Barcelona.
- 1892, 11 de novembre. En el paper de Donya Remei a l'obra L'infern a casa de Frederic Soler. Estrenada al teatre Romea de Barcelona.
- 1895, 12 de març. En el paper de Senyora Pepa a l'obra La suripanta d'Antoni Ferrer i Codina. Estrenada al teatre Romea de Barcelona.
- 1895, 2 d'abril. En el paper de Donya Rosalia, 45 anys a l'obra Ditxós ball de màscares! de Francesc Figueras i Ribot. Estrenada al teatre Romea de Barcelona.
- 1899, 31 de gener. En el paper de Donya Marieta a l'obra La farsa d'Àngel Guimerà. Estrenada al teatre Romea de Barcelona.
- 1900, 9 de gener. El paper de Gertrudis (60 anys) a l'obra El Comte l'Arnau de Frederic Soler. Estrenada al teatre Romea de Barcelona.
- 1903, 6 de febrer. En el paper d'Úrsula, 65 anys a l'obra Els vells d'Ignasi Iglésias. Estrenada al teatre Romea de Barcelona.
- 1903, 16 d'octubre. En el paper de Na Sunta a l'obra Cavalleria Rusticana de Giovanni Verga, adaptació catalana de Carles Costa i Josep Maria Jordà. Estrenada al teatre Romea de Barcelona.[6]